# Бродяги (фильм, 1997)
«Бродяги» (англ. Strays) — американский драматический фильм 1997 года, рассказывающий о торговце наркотиками и хастлере, который начинает искать новый смысл в своей жизни. Дебютный полнометражный фильм Вина Дизеля, как актёра главной роли, режиссёра, сценариста и продюсера.

## Производство
Мать Вина Дизеля подарила сыну книгу «Создание фильма стоимостью не дороже старенького авто», написанную Риком Шмидтом. Этим она хотела как бы сказать Вину Дизелю, что фильм можно снять и своими силами за небольшие деньги. Актёру понравилась идея и после того, как он тщательно изучил книгу, начал писать сценарий для полнометражной ленты «Бродяги». Но вскоре понял, что не в силах закончить работу.
Поэтому он переключился на что-то более простое, решив снять короткометражку «Многоликий». В итоге фильм получил положительные отзывы и был показан на Каннском кинофестивале в мае 1995 года. Через 4 года, 17 августа 1999 года, фильм вышел в США на DVD.
Именно благодаря такому успеху «Многоликого» Вин Дизель вернулся в Лос-Анджелес, где вновь принялся работать телепродавцом и копить деньги. На них он собирался завершить свою первую задумку — картину «Бродяги». В 1996 году после 8 месяцев усердной работы он и его друг Джон Сейл накопили более 50 тысяч долларов, что позволило им приступить к съёмкам фильма. Вин Дизель исполнил главную роль в своей картине — Рика. В начале 1997 года — 18 января, фильм «Бродяги» был показан на кинофестивале «Сандэнс». Отзывы о картине оказались положительными, поэтому у Вина появились дополнительные средства для раскрутки его фильма. Однако продажи были не очень велики (в США на DVD фильм вышел спустя почти 11 лет — 15 января 2008 года).

## Сюжет
Разочарованный бесцельной суетой, наркодилер Рик (Вин Дизель) ищет смысл в своей жизни. Подсознательно он борется с трудностями, которые повлекло за собой отсутствие его отца.
Когда Рик встречает девушку по соседству Хизер (Сюзанн Ланза), он видит для себя новый путь и возможности для новых отношений. Хотя между парой возникают чувства, Рику сложно привыкнуть к новому для него миру.

## В ролях
- Вин Дизель — Рик
- Сюзанн Ланза[англ.] — Хизер
- Джои Дедио[англ.] — Фред
- Ф. Валентино Моралес — Тони
- Майк Эппс — Майк
- Дарнел Уильямс[англ.] — Кит
- Михаэла Тудороф — Даниэль
- Юджин Осборн Смит — Вилли
- Темпл Брукс — Эми
- Лони Сабрина Стюарт — Николь
- Дианджела Пэрриш — Сюзанна
- Марко Калфа — Крис
- Джои Иовино — Кенни
- Луи Альберт фон Стейдл — Джерри Саперштейн
- Шон М. Сильверштейн — Тимоти (голос)
- Хелен М. Митчелл — сотрудница книжного магазина
- Фредди Пендавис — Артур
- Дениз Карраско — Таня
- Такуана Хэррис — Мельба
- Марло Моралес — Кики
- Руди «Раш» Маккаллум — Севон

### Второстепенные роли
- Марко Алулаш — официант
- Гас Теодоро — Мейтр
- Фредерик Рикс — первый Худ
- Редд Грант — второй Худ
- Джон Моралес — человек доставки
- Джейми Шутц — первый Браун Юппи
- Мэтью Росс — второй Браун Юппи
- Ламур — Бум
- Джон Пирс — первый Бум
- Филлип Джонс — второй Бум
- Джина Ломбардино — Майк
- Дженнифер Мерзиус — дата Фреда
- Кэрол Ферранте — японская девушка
- Натали Ферранте — вторая японская девушка
- Шериф Мунг Абрахам — водитель кабины
- Раш Пол Сингх — второй водитель кабины
- Бартоло Круз — третий водитель кабины
- Мохаммед Салама — водитель такси